# 亚当·利塞夫斯基
亚当·利塞夫斯基（波蘭語：Adam Lisewski，1944年2月20日—2023年2月23日），波兰男子击剑运动员。他曾代表波兰参加1968年夏季奥林匹克运动会击剑比赛，获得男子团体花剑铜牌。